# Jesper Rosener
Jesper Sondrup Rosener (født 13. oktober 1970) har været adm. direktør i JFM, siden mediekoncernen startede i 2015.

Uddannelse
Han er uddannet revisor og har opnået HD i regnskab fra Syddansk Universitet i 1997.

Tidligere ansættelser
Jesper Rosener startede i mediebranchen i 1998 i Fyens Stiftstidendes økonomiafdeling. Ansættelsen i mediebranchen blev afbrudt af en periode på fem år hos Jensens Bøfhus, hvor han senest var adm. direktør. Herefter vendte han tilbage til Fynske Medier i 2012 som adm. direktør.

Bestyrelsesposter
Jesper Rosener er næstformand for Danske Medier (siden 2018) og formand i arbejdsgiverforeningen DMA. Han har været tidligere været formand for Jensens Bøfhus (fra 2018-2023), og bestyrelsesmedlem i Boliggruppen (siden 2013) og Odense Letbane (siden 2015).

Privat
Privat bor Jesper Sondrup Rosener i Munkebo ved Odense med Simone Rosener og børn.